# Гнезненская булла
Булла Ex commisso nobis a Deo, больше известная как Гнезненская — папская булла, изданная 7 июля 1136 года в Пизе, отменяющая главенство Магдебургского архиепископства над Польской церковью. Текст написан на латыни.
Булла является одним из самых ценных памятников польской историографии и важным источником для изучения культуры, общественных отношений и организации Польской церкви в XI и XII вв. Кроме того, это первый документ, содержащий большое количество польских слов (ок. 410 топонимов и собственных имён). Для лингвистов это важный источник по фонетике древнепольского языка и началам его орфографии. Александер Брюкнер назвал её золотой буллой польского языка.

## История появления буллы
В начале 30-х годов XII века архиепископ магдебургский Норберт Ксантенский, воспользовавшись тем, что польское духовенство вместе с князем Болеславом Кривоустым поддержало избрание антипапы Анаклета II, приложил все усилия, чтобы добиться от Иннокентия II буллы, которая бы позволила ему перенять власть над гнезненской архиепархией. В качестве обоснования он предоставил курии целый ряд фальсификатов XI-го века, подтверждающих то, что познанская епархия должна подчиняться магдебургскому архиепископству. Первая булла была подготовлена уже в 1131 году, однако так и осталась неизданной. В последующие годы попытки подчинить Польскую церковь только усиливались. Папа отправил епископам приглашение приехать в Рим. А после того, как они отказались предстать перед курией для решения вопроса, 4 июня 1133 года Иннокентий II издал буллу «Sacrosancta Romana», содержание которой удовлетворяло претензии Норберта. Булла подтверждала главенство магдебургского архиепископства над Польской церковью, а также над проектируемыми поморскими епархиями. Текст буллы был опубликован в Codex diplomaticus majoris Polonia, T. 1, nr 6.
После смерти Норберта (1134), вследствие длительных дипломатических усилий Болеслава Кривоустого и гнезненского архиепископа Якуба из Жнина (1134—1136), Иннокентий II издал 7 июля 1136 года буллу Ex commisso nobis a Deo, провозглашавшую независимость Польской церкви от Магдебурга. В большой степени этому способствовали постановления съезда в Мерзебурге в 1135 году, на котором Кривоустый принёс присягу верности императору Лотарю II, а также отмена буллы 1133 года во время синода в Пизе в 1135 году.

## Содержание документа
В булле перечисляются владения гнезненского архиепископа, а именно ок. 400 топонимов, то есть названий провинций, городов, деревень. Кроме того были представлены имена рыцарей, крестьян, «вольных гостей» и ремесленников.
Архиепископству принадлежала также провинция Жнин с десятинами, рынком, озёрами и всей светской юрисдикцией.
Документ очень обширен и поставляет много языкового материала. Анализируя его, языковеды могут делать некоторые выводы о польском языке той поры.
Т. Лер-Сплавинский выделяет следующие фонетические черты древнепольского языка, отражённые в булле:
- носовые гласные ещё соответствуют праславянскому состоянию (с поправкой на лехитскую перегласовку): Pantiss = Pęcisz, Zandomir = Sędomierz, Boranta = Borzęta. Уже во второй половине XII века древнепольские носовые приобретут одинаковое качество, различаясь лишь количественно.
- написание букв t, d и r на месте более поздних ć, dź и rz: Tyrpis = Cirzpisz, Candera = Kędzierza. Как полагает Лер-Сплавинский, это свидетельствует об отсутствии аффрикатизации t', d' и r' в языке того периода.
- в большинстве случаев отсутствие перехода сочетаний -ir- и -yr- в -er-: Sirac = Sirak (совр. Sierakowo), Ziraz = Siradz (совр. Sieradz). Однако два примера из буллы уже отражают этот переход: Zeraz = Sieradz и Zuersow = Zwierszów.

## Дальнейшая судьба
Во время Второй мировой войны булла была вывезена немецкими войсками в нацистскую Германию вместе с другими памятниками архива Гнезненской архиепархии. Во время боёв за Берлин в апреле 1945 года булла была вывезена советскими войсками в Москву, откуда уже в конце 50-х была возвращена в Гнезно.
Во время исследований, проводившихся в то время в Национальной библиотеке Польши профессором Анджеем Вычанским, было открыто, что в ультрафиолетовом свете из-под известного текста выглядывает другой — смытый. Это открытие означало, что, скорее всего, буллу подправляли в княжестве Польском. Из-за отсутствия необходимой техники исследования были остановлены и по сей день не продолжены.
В настоящее время булла хранится в архиве капитулы в Гнезне.
«Общество друзей Серадза» издало документ в сентябре 1986 г. по случаю 850-летия Серадза.

## Подлинник или фальсификат?
В XIX веке в подлинности и оригинальности гнезненской буллы никто не сомневался. Однако после Первой мировой войны немецкий учёный Пауль Фридолин Кер, несомненный авторитет в области средневековой папской дипломатики, лично осмотрев буллу, уверенно заявил, что это не оригинальный экземпляр, а копия. Вопреки тому, что утверждает польский историк Кароль Малечинский, Кер отнюдь не утверждал, что документ неаутентичен, он лишь заявил, что сохранившийся экземпляр не является оригиналом, добавив, что эта тема требует дальнейших исследований.
В 1947 году Малечинский выдвинул тезис, что известный экземпляр буллы является фальсификатом, хотя и, очевидно, опирающимся на оригинальный текст Иннокентия II. Малечинский полагал, что нынешний текст буллы был написан в 1139—1146 гг.. Он утверждал, что образцом для фальсификата послужил оригинальный текст 1136 года, однако, далёкий от ожиданий архиепископа Якуба. О неаутентичности буллы, по мнению исследователя, свидетельствует ряд имеющихся в её тексте расхождений с обычным формуляром булл, использовавшимся в канцелярии Иннокентия II. О том, что фальсификат всё же опирается на оригинал 1136 г., свидетельствуют следующие обстоятельства:
- Кардиналы, выступающие в булле свидетелями, на самом деле находились в курии в 1136 году. Позже, когда возможно был создан фальсификат, это уже было не так. Двое из них, Вильгельм, кардинал-епископ Палестины, и Григорий, кардинал-пресвитер Санта-Приски, умерли уже в 1137; в свою очередь Кризогон, названный в булле кардиналом-диаконом Санта-Марии в Портико, в декабре 1138 года был назначен кардинал-пресвитером Санта-Прасседе.[18].
- Булла была изначально снабжена свинцовой печатью, которая действительно использовалась в канцелярии папы Иннокентия II[19][20]. Однако известно, что, например, в Любёнже подделывали не только документы, но и личные печати. Из исследований церковных документов известно, что многие из них были подделаны. Для сравнения, аутентичных польских княжеских документов XII века сохранилось 3, а поддельных — 17[21]. До наших дней дошло 150 польских юридических актов XII века, из них 46 — подделаны Польской церковью ради собственной материальной выгоды[22][23].

Согласно Малечинскому, содержание оригинального документа остаётся неизвестным. Скорее всего в гнезненской канцелярии просто переделали оригинал, расширив его и вписав туда лишние церковные владения, чтобы «уберечь» их от алчности светских особ.
Поначалу теория Малечинского получила широкое признание в научной литературе, однако в 1980-е годы с основательной критикой его выводов выступил Генрик Ловмянский. Он указал на то, что в действительности формуляр папских булл вплоть до понтификата Иннокентия III (1198—1216) был очень гибким и определённые отклонения от наиболее распространённых схем не являются чем-то необычным. Также он поставил Малечинскому в вину избирательность и предвзятость проведённого анализа и игнорирование аргументов, указывающих на аутентичность документа. Хотя Ловмянский согласился со многими наблюдениями Малечинского, он признал его теорию недоказанной из-за новой аргументации. По мнению Ловмянского, сохранившийся экземпляр является заверенной копией буллы Иннокентия II 1136 года.

## Булла в современной польской культуре
- Булле Ex commisso nobis a Deo посвящён документальный фильм 1976 года, снятый Лодзьской Студией Научно-популярных Фильмов. Режиссёр и сценарист фильма — Ежи Попель-Попёлек[28].